# Ugo Perinelli
Ugo Perinelli (Genova, 22 agosto 1917 – Venezia, 1º ottobre 1967) è stato un partigiano e politico italiano.

## Biografia
Laureato in medicina e chirurgia all'Università di Padova. Partecipa alla Resistenza italiana militando nelle Brigate partigiane Giustizia e Libertà. Catturato dalle Brigate nere nell'agosto del 1944, viene condannato a morte, riuscendo per due volte a sfuggire all'esecuzione. Uscito dal carcere, fece parte del CLN provinciale di Padova e del CLN regionale veneto. Successivamente fa parte dell'ANPI.
Nel 1957 aderisce al Partito Socialista Italiano, con il quale alle elezioni politiche del 1963 viene eletto alla Camera dei Deputati. Nel gennaio 1964 è fra i promotori della scissione di sinistra che dà vita al Partito Socialista Italiano di Unità Proletaria, di cui è segretario provinciale a Venezia e membro del comitato centrale. Con il PSIUP viene anche eletto consigliere comunale a Venezia nel 1964.
Lascia la Camera il 20 maggio 1965: la sua elezione viene annullata a seguito della contestazione del candidato socialista Dino Moro, che quindi gli subentra a Montecitorio. 
Muore improvvisamente a 50 anni nell'autunno del 1967.